# Benjamín Santos
Benjamín Santos, italianizzato in Beniamino Santos (Cafferata, 7 febbraio 1924 – La Coruña, 21 luglio 1964), è stato un allenatore di calcio e calciatore argentino, di ruolo centrocampista.

## Carriera

### Giocatore
Inizia in patria con la maglia del Belgrano, ma dopo una stagione passa al Rosario Central, squadra in cui raccoglie 107 presenze arricchite da 65 reti, che gli valgono nel 1948 il titolo di capocannoniere con 21 reti.
Nel 1949 approda al Torino, squadra costretta a ricostruirsi da zero dopo la tragedia di Superga: nella prima stagione ha un rendimento notevole (27 reti in 37 presenze), che gli valgono la riconferma per l'anno successivo (14 reti in 27 presenze).
Nel 1951 passa quindi alla Pro Patria, dove, dopo una prima buona stagione, nella seconda deve arrendersi ad un brutto infortunio che ne pregiudica il rendimento. Ha anche un'esperienza in Spagna con il Deportivo.

### Allenatore
Appesi gli scarpini al chiodo, torna in Italia e dapprima allena la formazione giovanile della Pro Patria e poi guida la formazione granata del Torino in Serie A dal 1960 al 1963. Passa in seguito al Genoa, dove vince la Coppa delle Alpi. Nell'estate del 1964 perde la vita in un incidente stradale nei pressi de La Coruña.

## Palmarès

### Giocatore

#### Individuale
- Capocannoniere del campionato argentino: 1

1948 (21 gol)

### Allenatore

#### Competizioni internazionali
- Coppa delle Alpi: 1

Genoa: 1964